# Trichauxa albovittata
Trichauxa albovittata är en skalbaggsart. Trichauxa albovittata ingår i släktet Trichauxa och familjen långhorningar.

## Underarter
Arten delas in i följande underarter:
- T. a. descarpentriesi
- T. a. albovittata